# Баатара
Баатара — водопад, расположенный в районе Джебейль (мухафазе Горный Ливан в Ливане). Высота падения воды составляет 225 метров.
Водопад Баатара находится на Ливанском хребте, недалеко от города Таннорин.
Был открыт миру в 1952 году, спелеологом Генри Койфу.
Своим вторым названием «Пещера трёх мостов» он обязан тому, что при падении в долину поток проходит через три естественных моста, каждый из которых нависает над другим.

## Галерея

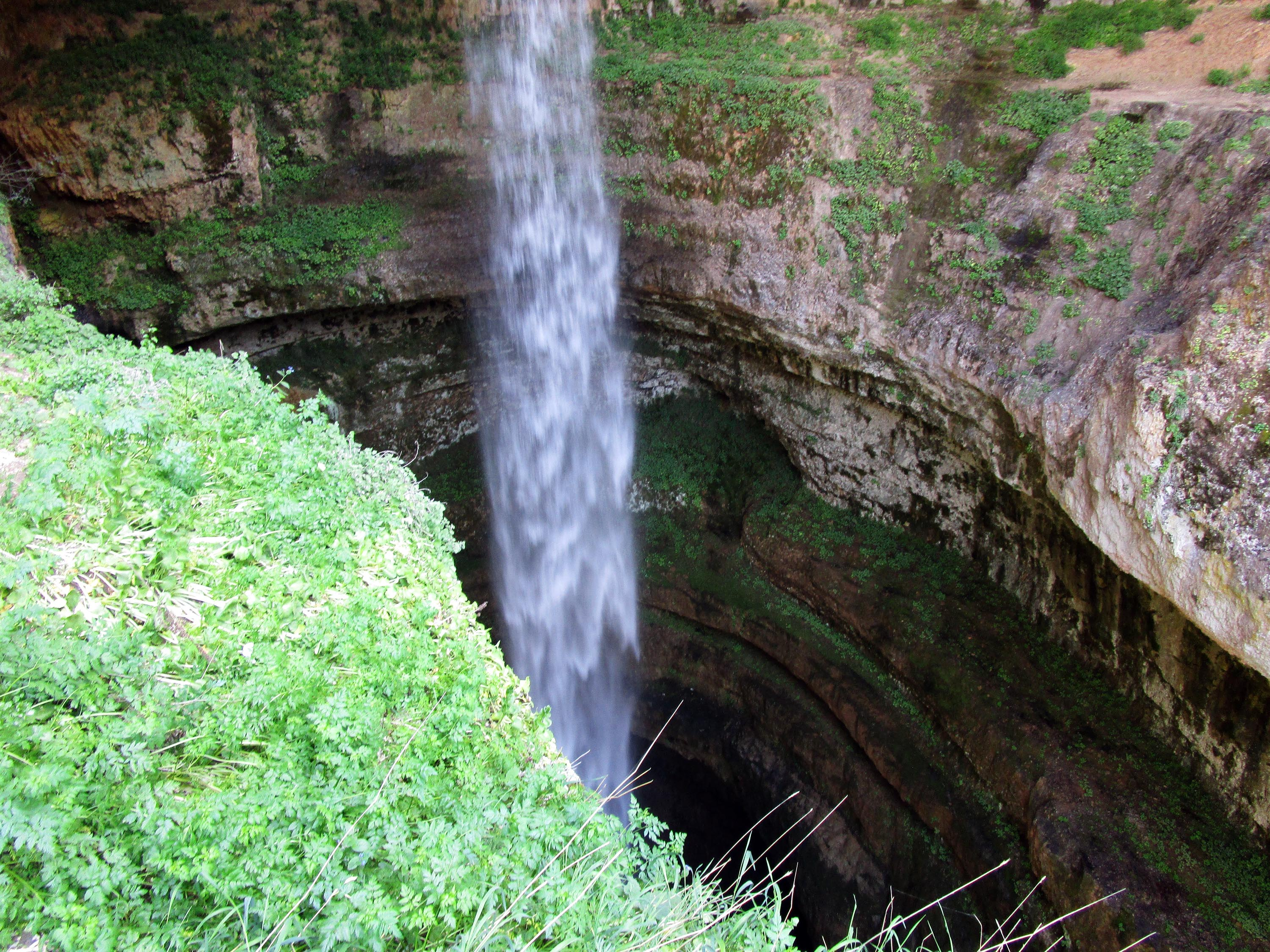
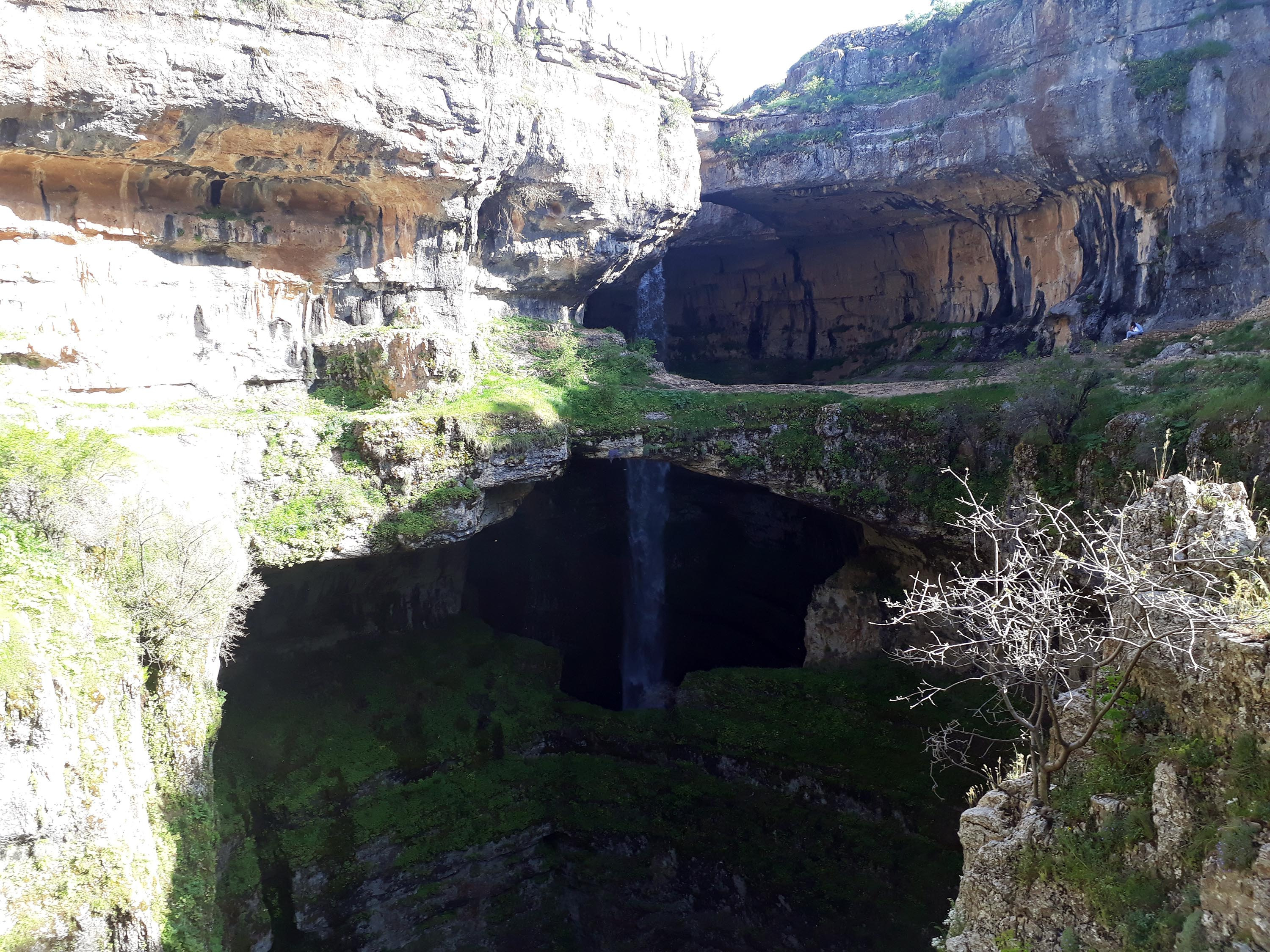
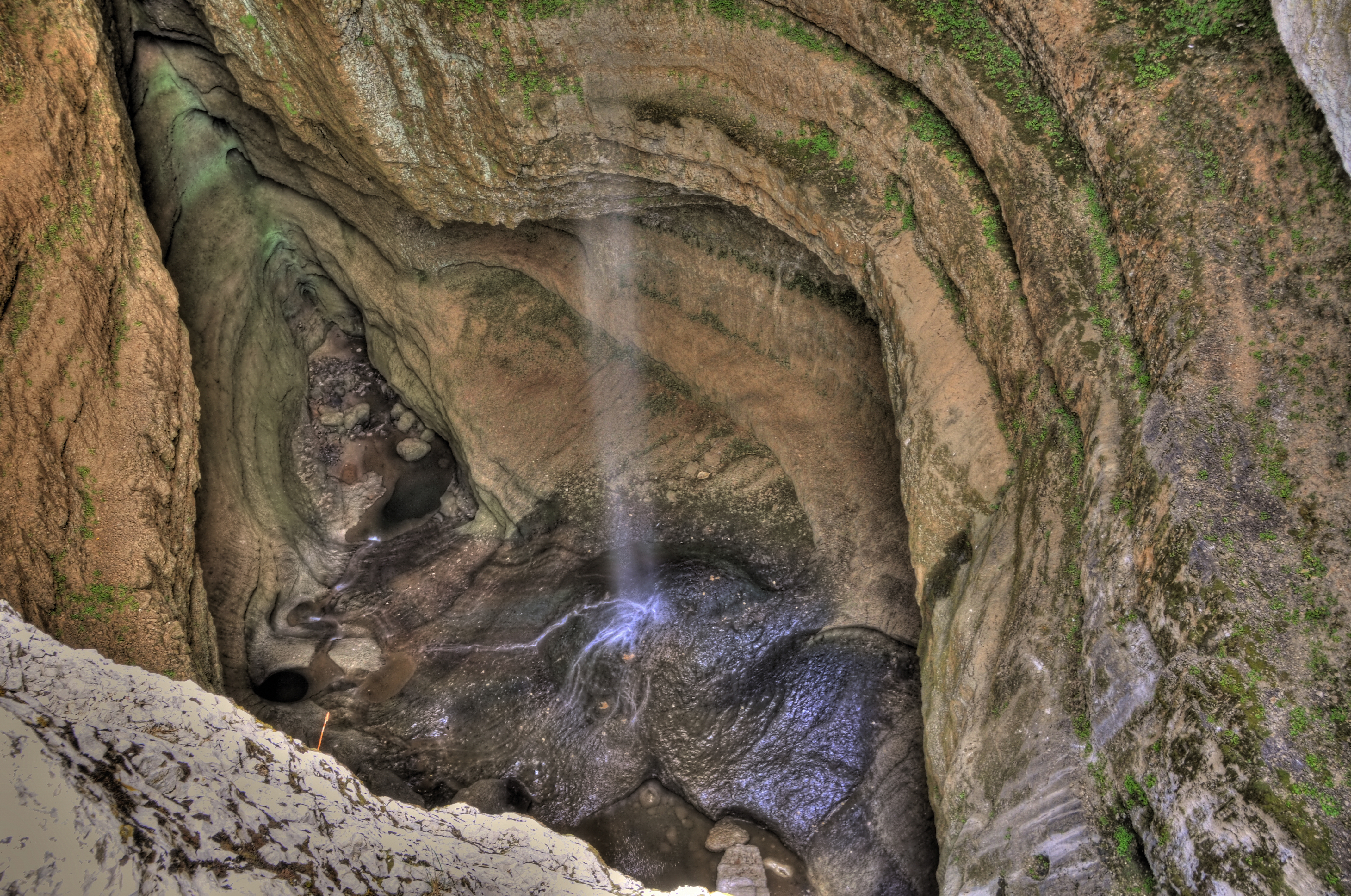